# Biarua
Biarua ist ein Ort in der Aldeia Rairobo (Suco Rairobo, Verwaltungsamt Atabae, Gemeinde Bobonaro). Er liegt in einer Meereshöhe von 335 m.
Der Weiler befindet sich im Südosten der Aldeia in einer bewaldeten Region. Es gibt keine Straßen, die hierher führen.